# 25I-NBOMe
25I-NBOMe (oder 2C-I-NBOMe) ist eine Forschungschemikalie mit halluzinogener und psychedelischer Wirkung, die aufgrund ihrer Struktur zu den Stoffgruppen der Phenolether und der Phenethylamine zählt. Die Wirkung wird unter anderem auf die Eigenschaften des 25I-NBOMes als potenter Agonist am Serotonin-Rezeptores 5-HT2A zurückgeführt. 25I-NBOMe ist ein Derivat des 2C-I.

## Geschichte
25I-NBOMe wurde 2003 von Ralf Heim an der Freien Universität Berlin im Rahmen seiner Doktorarbeit Synthese und Pharmakologie potenter 5-HT2A-Rezeptoragonisten mit N-2-Methoxybenzyl-Partialstruktur entwickelt. Die 11C-markierte Verbindung ([11C] Cimbi-5) des 25I-NBOMe wurde an der Universität Kopenhagen synthetisiert und als Radiotracer für die Positronen-Emissions-Tomographie (PET) validiert.

## Pharmakodynamik
25I-NBOMe bindet sich mit folgenden Ki-Werten an die einzelnen Rezeptoren:
| Rezeptor | Ki (nM) | ±  |
| -------- | ------- | -- |
| 5-HT2A   | 0,044   |    |
| 5-HT2C   | 2       |    |
| 5-HT6    | 73      | 12 |
| µ-opioid | 82      | 14 |
| H1       | 189     | 35 |
| 5-HT2B   | 231     | 73 |
| k-opioid | 288     | 50 |

## Rechtsstatus

### Deutschland
25I-NBOMe wurde am 6. Mai 2013 in der 40. Sitzung des Sachverständigenausschusses Betäubungsmittel des Bundesinstituts für Arzneimittel und Medizinprodukte zur Aufnahme in die Anlage I zu § 1 Abs. 1 BtMG empfohlen. Eine tatsächliche Aufnahme ist mit der 28. Verordnung zur Änderung betäubungsmittelrechtlicher Vorschriften zum 6. Dezember 2014   erfolgt. Es unterliegt daher so wie das verwandte 25B-NBoMe seitdem dem Betäubungsmittelgesetz (Deutschland) und deren Besitz und Handel sind damit illegal.

### Europäische Union
Am 25. September 2014 hat die EU 25I-NBOMe, MDPV, AH-7921 und Methoxetamin verboten. Die Herstellung und der Verkauf der Substanz ist damit untersagt. Die EU-Staaten hatten ein Jahr Zeit, das Verbot umzusetzen.